# NBCSN
NBCSN fue un canal de televisión por suscripción estadounidense enfocado en la emisión de eventos deportivos. Era propiedad de NBCUniversal mediante su división deportiva NBC Sports Group; su matriz era Comcast. Fue lanzado originalmente el 1 de julio de 1995 como Outdoor Life Network (OLN), con una programación inicial dedicada a la pesca, la caza, deportes y actividades al aire libre. A inicios de la década de 2000, el canal destacó por su gran cobertura del Tour de Francia y pasó a transmitir eventos deportivos más populares. Este cambio conllevó a su posterior relanzamiento como Versus en septiembre de 2006. 
En 2011, Comcast, la dueña original del canal, se convirtió en accionista mayoritario de NBCUniversal. Por ende, fusionó la gestión de sus canales de pago con las operaciones de cable de NBC. En especial, el conglomerado integró las operaciones de Versus con la división deportiva NBC Sports. Un año después, el canal cambió de nombre a NBC Sports Network, acortado más adelante como NBCSN. 
Para febrero de 2020, el canal se encontraba disponible en 80 millones de hogares del país y era la segunda señal deportiva más vista de Estados Unidos, solo por detrás de ESPN. No obstante, el 22 de enero de 2021, NBCUniversal anunció el cese de emisiones de NBCSN para fines de ese año, el cual se concretó el 31 de diciembre. Su programación fue trasladada al servicio streaming Peacock y a los canales de pago USA Network y CNBC.

## Señal HD
El canal lanzó una señal en alta definición en 1080i en enero de 2007. Inicialmente como Versus/Golf HD, el canal incluía programación de Golf Channel durante el día, mientras que emitía programación de Versus durante el horario central y nocturno con ciertas modificaciones durante la cobertura del Tour de France. El canal al final fue dividido en dos señales HD separadas para Versus y para Golf Channel en diciembre de 2008.
En mayo de 2013, la señal SD de NBCSN pasó a emitirse en letterbox, retransmitiendo a la señal HD con barras negras horizontales en 4:3. 

## Programación

### Programación de producción propia
El canal poseía ciertos segmentos de producción propia como los programas de entrevistas NBC SportsTalk y CNBC Sports Biz, los cuales se estrenaron en la segunda mitad de 2011. CNBC Sports Biz fue cancelado tras la salida de Darren Rovell de NBCSN para trabajar en ESPN. Entre otros contenidos, el canal también producía Costas Tonight, espacio presentado por Bob Costas el cual se componía de entrevistas mensuales y reuniones abiertas de carácter quincenal, siendo el primero de estos emitido el 2 de febrero de 2012 desde Indianapolis durante la cobertura del Super Bowl 46 por parte de la NBC.
NBCSN, además, agregó series de estilo documental como 36, Caught Looking (de carácter semanal producido por la MLB) y Sports Illustrated (de carácter mensual producido por la revista del mismo nombre).
El 13 de agosto de 2012, el canal estrenó un nuevo programa matinal, The 'Lights, compuesto por una secuencia de 20 minutos de duración que mostraba los eventos deportivos más destacados de la jornada sin presentadores. Esta secuencia se repetía desde las 7:00 a. m. hasta las 9:00 a. m. (horario de la Costa Este).
En 2014, el canal estrenó Mecum Dealmakers, un programa de telerrealidad enfocado en el automovilismo. Fue renovada para una segunda temporada en 2015.
En abril de 2016, NBCSN adquirió los derechos para emitir el espacio Sports Jeporardy!. Comenzó a emitirse en el canal después de la cobertura nocturna de los Juegos Olímpicos de Río de Janeiro 2016. Tras finalizar este evento, en octubre del mismo año, se modificó su horario de emisión para emitirse los miércoles en la noche.
En febrero de 2019, se anunció la cancelación de The Dan Patrick Show para ser reemplazado por repeticiones de PFT Live y una retransmisión del canal británico Sky Sports News de una hora de duración. En abril de 2020, se anunció que la retransmisión de esta última señal sería reemplazada por NBC Sports Football Flex, enfocado en la NFL, el 13 de abril del mismo año.